# (33162) 1998 DT35
1998 DT35 (asteroide 33162) é um asteroide da cintura principal. Possui uma excentricidade de 0.13349600 e uma inclinação de 1.24713º.
Este asteroide foi descoberto no dia 27 de fevereiro de 1998 por Giuseppe Forti e Maura Tombelli em Cima Ekar.